# Sân vận động Pamir
Sân vận động Trung tâm Tajikistan (tiếng Tajik: Варзишгоҳи марказии Тоҷикистон) là một sân vận động đa năng ở Dushanbe, Tajikistan. Sân trước đây được gọi là Sân vận động Pamir. Sân hiện đang được sử dụng chủ yếu cho các trận đấu bóng đá. Sân vận động có sức chứa 20.000 chỗ ngồi. Hiện tại, đây là sân nhà của đội tuyển bóng đá quốc gia Tajikistan, Istiqlol Dushanbe và trước đây là của CSKA Pomir Dushanbe.
Kế bên đó là sở thú Dushanbe.